# أوتسيليك (نيويورك)
أوتسيليك (بالإنجليزية: Otselic, New York)‏ هي بلدة أمريكية تقع في الولايات المتحدة في مقاطعة تشينانغو، نيويورك. يقدر عدد سكانها بـ 1,054 نسمة ومساحتها 98.5 كم2 و وترتفع عن سطح البحر 503 متر.

## أعلام
- جورج دبليو. راي